# Hally Jolivette Sax
Hally Delilia Mary Jolivette Sax, född 22 juni 1884, död 20 mars 1979, var en amerikansk botaniker mest känd för sitt arbete kring kromosomstrukturen hos växtarter och hur den påverkas av strålning och andra mutagener.

## Biografi
Hally Jolivette avlade sin A.B. 1906 (bachelorexamen) och sin A.M. 1909 (masterexamen) – båda vid University of Wisconsin – och sin doktorsexamen vid Stanford University 1912. Hon undervisade vid University of Wisconsin 1907–1910, Stanford 1910–1912 och Washington State College 1912–1914. När hon var vid den senare institutionen träffade hon och gifte sig 1915 med botanisten Karl Sax, en av hennes cytologistudenter. De fick senare tre söner.
Hon samarbetade ofta med Karl Sax om kromosomstudier, särskilt de som relaterade till effekterna av strålning och kemikalier på kromosomstrukturen.

## Publikationer
Egna publikationer
- Spore-formation in Geoglossum glabrum Pers. (1910)
- Spore-formation in Philocopra coeruleotecta (1918)
- Chromosome numbers in Quercus (1930)
- Chromosome pairing in Larix species (1932)
- Polyploidy and apomixis in Cotoneaster (1954)
- Polyploidy in Enkianthus (Ericaceae) (1960)

Medförfattare
- Chromosome behavior in a genus cross (1924, med Karl Sax)
- Chromosome number and morphology in the conifers (1933, med Karl Sax)
- Chromosome structure and behavior in mitosis and meiosis (1935, med Karl Sax)
- Stomata size and distribution in diploid and polyploid plants (1937, med Karl Sax)
- The cytogenetics of generic hybrids of Sorbus (1947, med Karl Sax)
- Cycasin: Radiomimetic effects (1965, med Karl Sax och H.J. Teas)
- Radiomimetic beverages, drugs, and mutagens (1966, with Karl Sax)
- Possible mutagenic hazards of some food additives, beverages and insecticides (1968, med Karl Sax)
- Radiomimetic effects on Veratrum (1968, med Karl Sax och Wayne Binns)
- Effects of sonic energy on chromosomes (1970, med Karl Sax och W.B. Itturian)

## Utmärkelser
1966 mottog Hally Jolivette Sax och Karl Sax Mary Soper Pope Memorial Award i botanik.
Karl Sax korsade den japanska körsbäret Prunus subhirtella med Prunus apetela och kallade den resulterande hybrid Prunus x 'Hally Jolivette' till hennes ära.